# 立川運転区
立川運転区（たちかわうんてんく）は、東京都立川市にかつて存在した、東日本旅客鉄道（JR東日本）八王子支社の運転士が所属する組織である。2024年3月15日限りで廃止し、現在は立川統括センター（運輸）。

## 概要
2007年11月25日に発足した。運転士は三鷹電車区・武蔵小金井電車区・拝島運転区から移籍した。
運転士のみが所属する現業機関となり、所属する社員は約300人で、鉄道運転に関係する現業機関としては国内最大級となる。

## 乗務範囲
- 中央本線：東京〜高尾間（御茶ノ水〜三鷹間は急行線のみ担当。211系で運転される普通列車は担当しない）
- 青梅線　：全線
- 五日市線：全線
- 特急列車：あずさ（1本のみ八王子〜新宿間を担当）

| スタブアイコン | サブスタブ | この項目は、まだ閲覧者の調べものの参照としては役立たない、鉄道に関連した書きかけの項目です。この項目を加筆・訂正などしてくださる協力者を求めています（P:鉄道/PJ:鉄道）。 |